# کلید خاموش (فیلم ۲۰۰۱)
کلید خاموش (به انگلیسی: Off Key) فیلمی محصول سال ۲۰۰۱ و به کارگردانی مانوئل گومس پریرا است. در این فیلم بازیگرانی همچون جو مانتگنا، دنی آیلو، جرج همیلتون، آنا گالینا، آریانا خیل، کلاودیا جرینی، اشلی همیلتون، مانوئل د بلاس و ژاک ارلن ایفای نقش کرده‌اند.